# Strobilantes
Strobilantes (hrv. perilepta i simpagis, po sinonimima Perilepta i Sympagis; lat. Strobilanthes), drugi po veličini biljni rod u porodici primogovki. Postoji preko 400 vrsta koje rastu na jugu Azije, nekim pacifičkim otocima i Australiji. Neke vrste uvezene su po drugim dijelovima svijeta.

## Vrste
1. Strobilanthes abbreviata Y.F.Deng & J.R.I.Wood
2. Strobilanthes accrescens J.R.I.Wood
3. Strobilanthes adenophora Nees
4. Strobilanthes adnata C.B.Clarke
5. Strobilanthes adpressa J.R.I.Wood
6. Strobilanthes afriastiniae J.R.Benn.
7. Strobilanthes alata Blume
8. Strobilanthes alatiramosa H.S.Lo & D.Fang
9. Strobilanthes albostriata Ridl.
10. Strobilanthes alboviridis J.B.Imlay
11. Strobilanthes alternata (Burm.f.) Moylan ex J.R.I.Wood
12. Strobilanthes amabilis C.B.Clarke
13. Strobilanthes anamallaica J.R.I.Wood
14. Strobilanthes anamitica Kuntze
15. Strobilanthes anceps Nees
16. Strobilanthes andamanensis Bor
17. Strobilanthes andersonii Bedd.
18. Strobilanthes angustifrons C.B.Clarke
19. Strobilanthes anisandra Benoist
20. Strobilanthes anisophylla (Wall. ex Hook.) T.Anderson
21. Strobilanthes antonii Elmer
22. Strobilanthes apoensis (Elmer) Merr.
23. Strobilanthes aprica (Hance) T.Anderson ex Benth.
24. Strobilanthes arborea Span.
25. Strobilanthes arenicola W.W.Sm.
26. Strobilanthes argentea J.B.Imlay
27. Strobilanthes arnottiana Nees
28. Strobilanthes articulata J.B.Imlay
29. Strobilanthes assimulata S.Moore
30. Strobilanthes asymmetrica J.R.I.Wood & J.R.Benn.
31. Strobilanthes atropurpurea Nees
32. Strobilanthes atroviridis Y.F.Deng & J.R.I.Wood
33. Strobilanthes attenuata (Wall. ex Nees) Jacq. ex Nees
34. Strobilanthes auriculata Nees
35. Strobilanthes aurita J.R.I.Wood
36. Strobilanthes austrosinensis Y.F.Deng & J.R.I.Wood
37. Strobilanthes autapomorpha J.R.Benn.
38. Strobilanthes axilliflora C.B.Clarke ex S.Moore
39. Strobilanthes backeri (Bremek.) J.R.Benn.
40. Strobilanthes bantonensis Lindau
41. Strobilanthes barbata Nees
42. Strobilanthes barbigera J.R.I.Wood, Nuraliev & Scotland
43. Strobilanthes barisanensis (Bremek.) J.R.I.Wood
44. Strobilanthes bheriensis (Shakya) J.R.I.Wood
45. Strobilanthes bibracteata Blume
46. Strobilanthes bilabiata J.R.I.Wood
47. Strobilanthes biocullata Y.F.Deng & J.R.I.Wood
48. Strobilanthes bipartita Terao ex J.R.I.Wood
49. Strobilanthes birmanica (Bremek.) W.J.Kress & DeFilipps
50. Strobilanthes bogoriensis Lindau
51. Strobilanthes boholensis Merr.
52. Strobilanthes bolumpattiana Bedd.
53. Strobilanthes bombycina J.B.Imlay
54. Strobilanthes borii J.R.I.Wood
55. Strobilanthes botryantha D.Fang & H.S.Lo
56. Strobilanthes bracteata (Nees) J.R.I.Wood
57. Strobilanthes brandisii T.Anderson
58. Strobilanthes bremekampiana J.R.I.Wood & J.R.Benn.
59. Strobilanthes brunelloides (Lam.) J.R.I.Wood
60. Strobilanthes brunnescens Benoist
61. Strobilanthes brunoniana Nees
62. Strobilanthes bunnemeyeri J.R.I.Wood
63. Strobilanthes calcicola J.R.I.Wood & J.R.Benn.
64. Strobilanthes callosa Nees
65. Strobilanthes calvata J.R.I.Wood
66. Strobilanthes calycina Nees
67. Strobilanthes campaniformis J.R.I.Wood
68. Strobilanthes campanulata Wight
69. Strobilanthes canarica Bedd.
70. Strobilanthes candida J.R.I.Wood
71. Strobilanthes capillipes C.B.Clarke ex Ridl.
72. Strobilanthes capitata (Nees) T.Anderson
73. Strobilanthes carinei J.R.I.Wood
74. Strobilanthes carnatica Carine, J.M.Alexander & Scotland
75. Strobilanthes caudata T.Anderson
76. Strobilanthes celebica (Bremek.) J.R.I.Wood
77. Strobilanthes cernua Blume
78. Strobilanthes chiangdaoensis Terao
79. Strobilanthes chinensis (Nees) J.R.I.Wood & Y.F.Deng
80. Strobilanthes chrysodelta J.R.I.Wood
81. Strobilanthes ciliata Nees
82. Strobilanthes cincinnalis C.B.Clarke
83. Strobilanthes clarkei J.R.I.Wood
84. Strobilanthes claviculata C.B.Clarke ex W.W.Sm.
85. Strobilanthes coertii Terao ex J.R.Benn.
86. Strobilanthes cognata Benoist
87. Strobilanthes collina Nees
88. Strobilanthes compacta D.Fang & H.S.Lo
89. Strobilanthes congesta Terao
90. Strobilanthes connata Collett & Hemsl.
91. Strobilanthes consanguinea (Nees) T.Anderson
92. Strobilanthes cordifolia (Vahl) J.R.I.Wood
93. Strobilanthes corrugata J.B.Imlay
94. Strobilanthes crassifolia Miq.
95. Strobilanthes crataegifolia T.Anderson
96. Strobilanthes crispa Blume
97. Strobilanthes crossandra (Steud.) J.R.I.Wood
98. Strobilanthes cruciata (Bremek.) Terao
99. Strobilanthes cumingiana (Nees) Y.F.Deng & J.R.I.Wood
100. Strobilanthes cuneata (Shakya) J.R.I.Wood
101. Strobilanthes cusia (Nees) Kuntze
102. Strobilanthes cuspidata (Benth.) T.Anderson
103. Strobilanthes cycla C.B.Clarke ex W.W.Sm.
104. Strobilanthes cyphantha Diels
105. Strobilanthes cystolithigera Lindau
106. Strobilanthes dalzielii (W.W.Sm.) Benoist
107. Strobilanthes decipiens J.R.I.Wood
108. Strobilanthes decumbens (Bremek.) J.R.I.Wood
109. Strobilanthes decurrens Nees
110. Strobilanthes deflexus T.Anderson
111. Strobilanthes densa Benoist
112. Strobilanthes denticulata (Nees) T.Anderson
113. Strobilanthes diandra (Nees) Alston
114. Strobilanthes dimorphotricha Hance
115. Strobilanthes discolor T.Anderson
116. Strobilanthes disparifolia J.R.I.Wood
117. Strobilanthes divaricata (Nees) T.Anderson
118. Strobilanthes dolichophylla Benoist
119. Strobilanthes dryadum Benoist
120. Strobilanthes duclouxii Benoist
121. Strobilanthes dupenii Bedd. ex C.B.Clarke
122. Strobilanthes echinata Nees
123. Strobilanthes elongata C.B.Clarke
124. Strobilanthes erecta C.B.Clarke
125. Strobilanthes esquirolii H.Lév.
126. Strobilanthes euantha J.R.I.Wood
127. Strobilanthes exserta C.B.Clarke
128. Strobilanthes extensa (Nees) Nees
129. Strobilanthes falconeri T.Anderson
130. Strobilanthes farinosa C.B.Clarke
131. Strobilanthes fauriei Benoist
132. Strobilanthes fengiana Y.F.Deng & J.R.I.Wood
133. Strobilanthes ferruginea D.Fang & H.S.Lo
134. Strobilanthes filiformis Blume
135. Strobilanthes fimbriata Nees
136. Strobilanthes flexa Benoist
137. Strobilanthes flexicaulis Hayata
138. Strobilanthes fluviatilis (C.B.Clarke ex W.W.Sm.) Moylan & Y.F.Deng
139. Strobilanthes foliosa (Wight) T.Anderson
140. Strobilanthes formosana S.Moore
141. Strobilanthes forrestii Diels
142. Strobilanthes fragrans J.R.I.Wood
143. Strobilanthes frondosa J.R.I.Wood
144. Strobilanthes fruticosa (Chatterjee) W.J.Kress & DeFilipps
145. Strobilanthes fulvihispida D.Fang & H.S.Lo
146. Strobilanthes fusca J.R.I.Wood
147. Strobilanthes galeopsis Stapf
148. Strobilanthes gamblei Carine, J.M.Alexander & Scotland
149. Strobilanthes gardneriana (Nees) T.Anderson
150. Strobilanthes gigantodes Lindau
151. Strobilanthes glabrata Nees
152. Strobilanthes glandibracteata D.Fang & H.S.Lo
153. Strobilanthes glandulosa Blume
154. Strobilanthes glomerata (Nees) T.Anderson
155. Strobilanthes glutinosa Nees
156. Strobilanthes gossypina T.Anderson
157. Strobilanthes gracilis Bedd.
158. Strobilanthes graminea J.B.Imlay
159. Strobilanthes gregalis Collett & Hemsl.
160. Strobilanthes guangxiensis S.Z.Huang
161. Strobilanthes habracanthoides J.R.I.Wood
162. Strobilanthes halconensis Merr.
163. Strobilanthes hallbergii Blatt.
164. Strobilanthes hamiltoniana (Steud.) Bosser & Heine
165. Strobilanthes helferi T.Anderson
166. Strobilanthes helicoides T.Anderson
167. Strobilanthes helicta T.Anderson
168. Strobilanthes heliophila J.R.I.Wood
169. Strobilanthes henryi Hemsl.
170. Strobilanthes heterochroa Hand.-Mazz.
171. Strobilanthes heteroclita D.Fang & H.S.Lo
172. Strobilanthes heteromalla T.Anderson ex C.B.Clarke
173. Strobilanthes heyneana Nees
174. Strobilanthes himalayana J.R.I.Wood
175. Strobilanthes hirticalyx Ridl.
176. Strobilanthes hirtisepala C.B.Clarke
177. Strobilanthes homotropa Nees
178. Strobilanthes hookeri Nees
179. Strobilanthes hossei C.B.Clarke
180. Strobilanthes humilis (Nees) Gamble
181. Strobilanthes hygrophiloides C.B.Clarke ex W.W.Sm.
182. Strobilanthes hypericoides J.R.I.Wood
183. Strobilanthes hypomalla Benoist
184. Strobilanthes imbricata Nees
185. Strobilanthes imlayae J.R.I.Wood
186. Strobilanthes incisa J.B.Imlay
187. Strobilanthes inflata T.Anderson
188. Strobilanthes integrifolia (Dalzell) Kuntze
189. Strobilanthes involucrata Blume
190. Strobilanthes ixiocephala Benth.
191. Strobilanthes japonica (Thunb.) Miq.
192. Strobilanthes jennyae J.R.I.Wood
193. Strobilanthes jeyporensis Bedd.
194. Strobilanthes jogensis Gilli
195. Strobilanthes jomyi P.Biju, Josekutty, Rekha & J.R.I.Wood
196. Strobilanthes jugorum Benoist
197. Strobilanthes kachinensis J.R.I.Wood & J.R.Benn.
198. Strobilanthes kannanii Josekutty, P.Biju, J.R.I.Wood & Augustine
199. Strobilanthes karensium Kurz
200. Strobilanthes khasyana T.Anderson
201. Strobilanthes khoshooana (S.R.Paul) Karthik. & Moorthy
202. Strobilanthes kingdonii J.R.I.Wood
203. Strobilanthes kjellbergii J.R.I.Wood
204. Strobilanthes koordersii C.B.Clarke ex Koord.
205. Strobilanthes korthalsii (Bremek.) J.R.I.Wood
206. Strobilanthes kunthiana T.Anderson ex Benth.
207. Strobilanthes labordei H.Lév.
208. Strobilanthes lachenensis C.B.Clarke
209. Strobilanthes lactucifolia H.Lév.
210. Strobilanthes lamiifolia (Nees) T.Anderson
211. Strobilanthes lamioides T.Anderson
212. Strobilanthes lamium C.B.Clarke ex W.W.Sm.
213. Strobilanthes lanata Nees
214. Strobilanthes lanceifolia T.Anderson
215. Strobilanthes lanyuensis Seok, C.F.Hsieh & J.Murata
216. Strobilanthes larium Hand.-Mazz.
217. Strobilanthes latebrosa Ridl.
218. Strobilanthes latibracteata J.B.Imlay
219. Strobilanthes lawsonii Gamble
220. Strobilanthes laxa T.Anderson
221. Strobilanthes leucopogon Ridl.
222. Strobilanthes lihengiae Y.F.Deng & J.R.I.Wood
223. Strobilanthes limprichtii Diels
224. Strobilanthes longgangensis D.Fang & H.S.Lo
225. Strobilanthes longiflora Benoist
226. Strobilanthes longipedunculata Terao ex J.R.I.Wood
227. Strobilanthes longispica (H.P.Tsui) J.R.I.Wood & Y.F.Deng
228. Strobilanthes longispicata Hayata
229. Strobilanthes longistaminea J.R.I.Wood
230. Strobilanthes longzhouensis H.S.Lo & D.Fang
231. Strobilanthes lupulina Nees
232. Strobilanthes lurida Wight
233. Strobilanthes maclellandii C.B.Clarke
234. Strobilanthes maclurei Merr.
235. Strobilanthes maculata (Wall.) Nees
236. Strobilanthes maingayi C.B.Clarke
237. Strobilanthes malabarica Josekutty, P.Biju & Augustine
238. Strobilanthes mastersii T.Anderson
239. Strobilanthes matthewiana Scotland
240. Strobilanthes maxwellii J.R.I.Wood
241. Strobilanthes mearnsii Merr.
242. Strobilanthes medogensis (H.W.Li) J.R.I.Wood & Y.F.Deng
243. Strobilanthes meeboldii Craib
244. Strobilanthes mekongensis W.W.Sm.
245. Strobilanthes membranacea Talbot
246. Strobilanthes merrillii C.B.Clarke
247. Strobilanthes micrantha Wight
248. Strobilanthes microcarpa T.Anderson
249. Strobilanthes microstachya Benth.
250. Strobilanthes mogokensis Lace
251. Strobilanthes monadelpha Nees
252. Strobilanthes moschifera Blume
253. Strobilanthes mucronatoproducta Lindau
254. Strobilanthes multangula Benoist
255. Strobilanthes multidens C.B.Clarke
256. Strobilanthes multiflora Ridl.
257. Strobilanthes muratae J.R.I.Wood
258. Strobilanthes murutorum J.R.I.Wood
259. Strobilanthes myura Benoist
260. Strobilanthes nagaensis (Bremek.) W.J.Kress & DeFilipps
261. Strobilanthes namkadingensis Soulad. & Tagane
262. Strobilanthes neilgherrensis Bedd.
263. Strobilanthes nemorosa Benoist
264. Strobilanthes neoaspera Venu & P.Daniel
265. Strobilanthes newii Bedd. ex C.B.Clarke
266. Strobilanthes nigrescens T.Anderson
267. Strobilanthes ningmingensis D.Fang & H.S.Lo
268. Strobilanthes nobilis C.B.Clarke
269. Strobilanthes nockii Trimen
270. Strobilanthes novomegapolitana Lindau
271. Strobilanthes nutans (Nees) T.Anderson
272. Strobilanthes obesa Benoist
273. Strobilanthes obtusibracteata Terao
274. Strobilanthes oligantha Miq.
275. Strobilanthes oligocephala T.Anderson ex C.B.Clarke
276. Strobilanthes oresbia W.W.Sm.
277. Strobilanthes orientalis J.R.I.Wood
278. Strobilanthes orthostachya (Bremek.) J.R.I.Wood & J.R.Benn.
279. Strobilanthes ovata Y.F.Deng & J.R.I.Wood
280. Strobilanthes ovatibracteata H.S.Lo & D.Fang
281. Strobilanthes ovatifolia (Bremek.) J.R.I.Wood
282. Strobilanthes oxycalycina J.R.I.Wood
283. Strobilanthes pachyphylla C.B.Clarke
284. Strobilanthes pachys C.B.Clarke ex Merr.
285. Strobilanthes palawanensis Elmer
286. Strobilanthes pandurata Hand.-Mazz.
287. Strobilanthes panichanga (Nees) T.Anderson
288. Strobilanthes paniculata (Nees) Miq.
289. Strobilanthes paniculiformis J.R.I.Wood
290. Strobilanthes papillosa T.Anderson
291. Strobilanthes parabolica Nees
292. Strobilanthes parryorum C.E.C.Fisch.
293. Strobilanthes parvifolia J.R.I.Wood
294. Strobilanthes pateriformis Lindau
295. Strobilanthes patulus Benoist
296. Strobilanthes pedicellata Ridl.
297. Strobilanthes pedunculosa Miq.
298. Strobilanthes pendula J.R.I.Wood & J.R.Benn.
299. Strobilanthes peninsularis Terao
300. Strobilanthes pentandra J.R.I.Wood
301. Strobilanthes pentastemonoides (Nees) T.Anderson
302. Strobilanthes perplexa J.R.I.Wood
303. Strobilanthes perrottetiana Nees
304. Strobilanthes petelotii Benoist
305. Strobilanthes phoenicea Ridl.
306. Strobilanthes phyllocephala J.R.I.Wood & Scotland
307. Strobilanthes phyllostachya Kurz
308. Strobilanthes pinetorum W.W.Sm.
309. Strobilanthes pluriformis C.B.Clarke
310. Strobilanthes poilanei Benoist
311. Strobilanthes polybotrya Miq.
312. Strobilanthes polyneuros C.B.Clarke ex W.W.Sm.
313. Strobilanthes polystachya Benoist
314. Strobilanthes polythrix T.Anderson
315. Strobilanthes pothigaiensis Gopalan & Chithra
316. Strobilanthes procumbens Y.F.Deng & J.R.I.Wood
317. Strobilanthes pseudocollina K.J.He & D.H.Qin
318. Strobilanthes pteroclada Benoist
319. Strobilanthes pterygorrhachis C.B.Clarke
320. Strobilanthes pubescens (Bremek.) J.R.I.Wood
321. Strobilanthes pubiflora J.R.I.Wood
322. Strobilanthes pulcherrima T.Anderson
323. Strobilanthes pulneyensis C.B.Clarke
324. Strobilanthes punctata Nees
325. Strobilanthes pusilla J.R.I.Wood
326. Strobilanthes quadrifaria (Wall. ex Nees) Y.F.Deng
327. Strobilanthes ramulosa J.R.I.Wood
328. Strobilanthes rankanensis Hayata
329. Strobilanthes ranongensis Terao
330. Strobilanthes recurva C.B.Clarke
331. Strobilanthes refracta D.Fang, Y.G.Wei & J.Murata
332. Strobilanthes remota T.Anderson
333. Strobilanthes renschiae (Bremek.) J.R.I.Wood & J.R.Benn.
334. Strobilanthes repanda (Blume) J.R.Benn.
335. Strobilanthes reptans (G.Forst.) Moylan ex Y.F.Deng & J.R.I.Wood
336. Strobilanthes reticulata Stapf
337. Strobilanthes retusa D.Fang
338. Strobilanthes rhamnifolia (Nees) T.Anderson
339. Strobilanthes rhombifolia C.B.Clarke
340. Strobilanthes rhytisperma C.B.Clarke
341. Strobilanthes ridleyi Merr.
342. Strobilanthes rivularis J.R.I.Wood & J.R.Benn.
343. Strobilanthes rosea Nees
344. Strobilanthes rostrata Y.F.Deng & J.R.I.Wood
345. Strobilanthes rubescens T.Anderson
346. Strobilanthes rubicunda (Nees) T.Anderson
347. Strobilanthes rufescens (Roth) T.Anderson
348. Strobilanthes ruficapillis Ridl.
349. Strobilanthes ruficaulis Ridl.
350. Strobilanthes rufocapitata C.B.Clarke
351. Strobilanthes rufohirta C.B.Clarke ex W.W.Sm.
352. Strobilanthes rufopauper C.B.Clarke
353. Strobilanthes rufosepalus C.B.Clarke
354. Strobilanthes rufostrobilata C.B.Clarke
355. Strobilanthes sabiniana (Wall. ex Lindl.) Nees
356. Strobilanthes saccata J.R.I.Wood
357. Strobilanthes sainthomiana Augustine, Josekutty & P.Biju
358. Strobilanthes saltiensis S.Moore
359. Strobilanthes sanjappae Karthik. & Moorthy
360. Strobilanthes sarcorrhiza (C.Ling) C.Z.Zheng ex Y.F.Deng & N.H.Xia
361. Strobilanthes sarmentosa Benoist
362. Strobilanthes scabra Nees
363. Strobilanthes scabrida Ridl.
364. Strobilanthes schomburgkii (Craib) J.R.I.Wood
365. Strobilanthes scrobiculata Dalzell ex C.B.Clarke
366. Strobilanthes secunda T.Anderson
367. Strobilanthes serrata J.B.Imlay
368. Strobilanthes sessilis Nees
369. Strobilanthes setosa J.R.I.Wood
370. Strobilanthes sexennis Nees
371. Strobilanthes shanensis (Bremek.) J.R.I.Wood
372. Strobilanthes simonsii T.Anderson
373. Strobilanthes simplex J.R.I.Wood
374. Strobilanthes sinica (H.S.Lo) Y.F.Deng
375. Strobilanthes sinuata J.R.I.Wood
376. Strobilanthes speciosa Blume
377. Strobilanthes spicata T.Anderson
378. Strobilanthes spiciformis Y.F.Deng & J.R.I.Wood
379. Strobilanthes squalens S.Moore
380. Strobilanthes steenisiana J.R.Benn.
381. Strobilanthes stenodon C.B.Clarke
382. Strobilanthes stenura (Bremek.) J.R.Benn.
383. Strobilanthes stolonifera Benoist
384. Strobilanthes straminea W.W.Sm.
385. Strobilanthes strigosa D.Fang & H.S.Lo
386. Strobilanthes suborbicularis J.B.Imlay
387. Strobilanthes sulawesiana J.R.I.Wood
388. Strobilanthes sulfurea Benoist
389. Strobilanthes sumatrana Miq.
390. Strobilanthes sylvestris Ridl.
391. Strobilanthes szechuanica (Batalin) J.R.I.Wood & Y.F.Deng
392. Strobilanthes tamburensis C.B.Clarke
393. Strobilanthes tanakae J.R.I.Wood
394. Strobilanthes taoana Y.F.Deng & J.R.I.Wood
395. Strobilanthes tenax Dunn
396. Strobilanthes tenuiflora J.R.I.Wood
397. Strobilanthes teraoi J.R.I.Wood & J.R.Benn.
398. Strobilanthes tetrasperma (Champ.) Druce
399. Strobilanthes thomsonii T.Anderson
400. Strobilanthes thwaitesii T.Anderson
401. Strobilanthes tibetica J.R.I.Wood
402. Strobilanthes timorensis Nees
403. Strobilanthes tomentosa (Nees) J.R.I.Wood
404. Strobilanthes tonkinensis Lindau
405. Strobilanthes torrentium Benoist
406. Strobilanthes trichantha J.R.I.Wood
407. Strobilanthes tripartita J.R.I.Wood
408. Strobilanthes tristis (Wight) T.Anderson
409. Strobilanthes truncata D.Fang & H.S.Lo
410. Strobilanthes tubiflos (C.B.Clarke) J.R.I.Wood
411. Strobilanthes unilateralis J.R.I.Wood
412. Strobilanthes urceolaris Gamble
413. Strobilanthes urophylla Nees
414. Strobilanthes vallicola Y.F.Deng & J.R.I.Wood
415. Strobilanthes venosa (C.B.Clarke) J.R.I.Wood
416. Strobilanthes verruculosa Nees
417. Strobilanthes versicolor Diels
418. Strobilanthes vestita Nees
419. Strobilanthes violacea Bedd.
420. Strobilanthes violascens Ridl.
421. Strobilanthes violifolia T.Anderson
422. Strobilanthes virendrakumariana Venu & P.Daniel
423. Strobilanthes viscosa (Arn. ex Nees) T.Anderson
424. Strobilanthes wakasana Wakas. & Naruh.
425. Strobilanthes walkeri Arn. ex Nees
426. Strobilanthes wallichii Nees
427. Strobilanthes wangiana Y.F.Deng & J.R.I.Wood
428. Strobilanthes warburgii Terao ex J.R.Benn.
429. Strobilanthes wardiana J.R.I.Wood
430. Strobilanthes wightiana Nees
431. Strobilanthes wightii (Bremek.) J.R.I.Wood
432. Strobilanthes willisii Carine
433. Strobilanthes wilsonii J.R.I.Wood & Y.F.Deng
434. Strobilanthes winckelii (Bremek.) J.R.Benn.
435. Strobilanthes xanthosticta C.B.Clarke
436. Strobilanthes yunnanensis Diels
437. Strobilanthes zenkeriana (Nees) T.Anderson
438. Strobilanthes zeylanica T.Anderson

## Sinonimi
- Adenacanthus Nees
- Adenostachya Bremek.
- Aechmanthera Nees
- Apolepsis Hassk.
- Baphicacanthus Bremek.
- Buteraea Nees
- Carvia Bremek.
- Championella Bremek.
- Clarkeasia J.R.I.Wood
- Ctenopaepale Bremek.
- Didyplosandra Wight ex Bremek.
- Diflugossa Bremek.
- Ditrichospermum Bremek.
- Dossifluga Bremek.
- Echinopaepale Bremek.
- Endopogon Nees
- Eriostrobilus Bremek.
- Goldfussia Nees
- Gutzlaffia Hance
- Gymapsis Bremek.
- Hymenochlaena Bremek.
- Kanjarum Ramam.
- Kjellbergia Bremek.
- Lamiacanthus Kuntze
- Larsenia Bremek.
- Leptacanthus Nees
- Lissospermum Bremek.
- Listrobanthes Bremek.
- Mackenziea Nees
- Microstrobilus Bremek.
- Nilgirianthus Bremek.
- Pachystrobilus Bremek.
- Parachampionella Bremek.
- Paragoldfussia Bremek.
- Paragutzlaffia H.P.Tsui
- Parastrobilanthes Bremek.
- Parasympagis Bremek.
- Perilepta Bremek.
- Phlebophyllum Nees
- Semnostachya Bremek.
- Semnothyrsus Bremek.
- Sericocalyx Bremek.
- Sinthroblastes Bremek.
- Stenosiphonium Nees
- Supushpa Suryan.
- Sympagis (Nees) Bremek.
- Taeniandra Bremek.
- Tarphochlamys Bremek.
- Tetraglochidium Bremek.
- Tetragoga Bremek.
- Tetragompha Bremek.
- Thelepaepale Bremek.
- Triaenacanthus Nees
- Triaenanthus Nees
- Xanthostachya Bremek.
- Xenacanthus Bremek.

## Vanjske poveznice
- Validation of the Name Strobilanthes sarcorrhiza (Acanthaceae)